# Berentzwiller
Berentzwiller [beʁəntsvilɛʁ]  est une commune française située dans la circonscription administrative du Haut-Rhin et, depuis le 1er janvier 2021, dans le territoire de la Collectivité européenne d'Alsace, en région Grand Est.
Cette commune se trouve dans la région historique et culturelle d'Alsace.
Ses habitants sont appelés les Berentzwillerois et les Berentzwilleroises.

## Géographie

### Localisation
| Jettingen   |               | Helfrantzkirch   |
|             | Berentzwiller | Ranspach-le-Haut |
| Steinsoultz | Muespach      | Knœringue        |

### Hydrographie
La commune est dans le bassin versant du Rhin au sein du bassin Rhin-Meuse. Elle est drainée par le Thalbach,.
Le Thalbach, d'une longueur de 21 km, prend sa source dans la commune de Folgensbourg et se jette  dans l'Ill à Walheim, après avoir traversé 15 communes. Les caractéristiques hydrologiques du Thalbach sont données par la station hydrologique située sur la commune. Le débit moyen mensuel est de 0,064 m3/s. Le débit moyen journalier maximum est de 0,851 m3/s, atteint lors de la crue du 29 janvier 2021. Le débit instantané maximal est quant à lui de 1,6 m3/s, atteint le 16 juillet 2021.

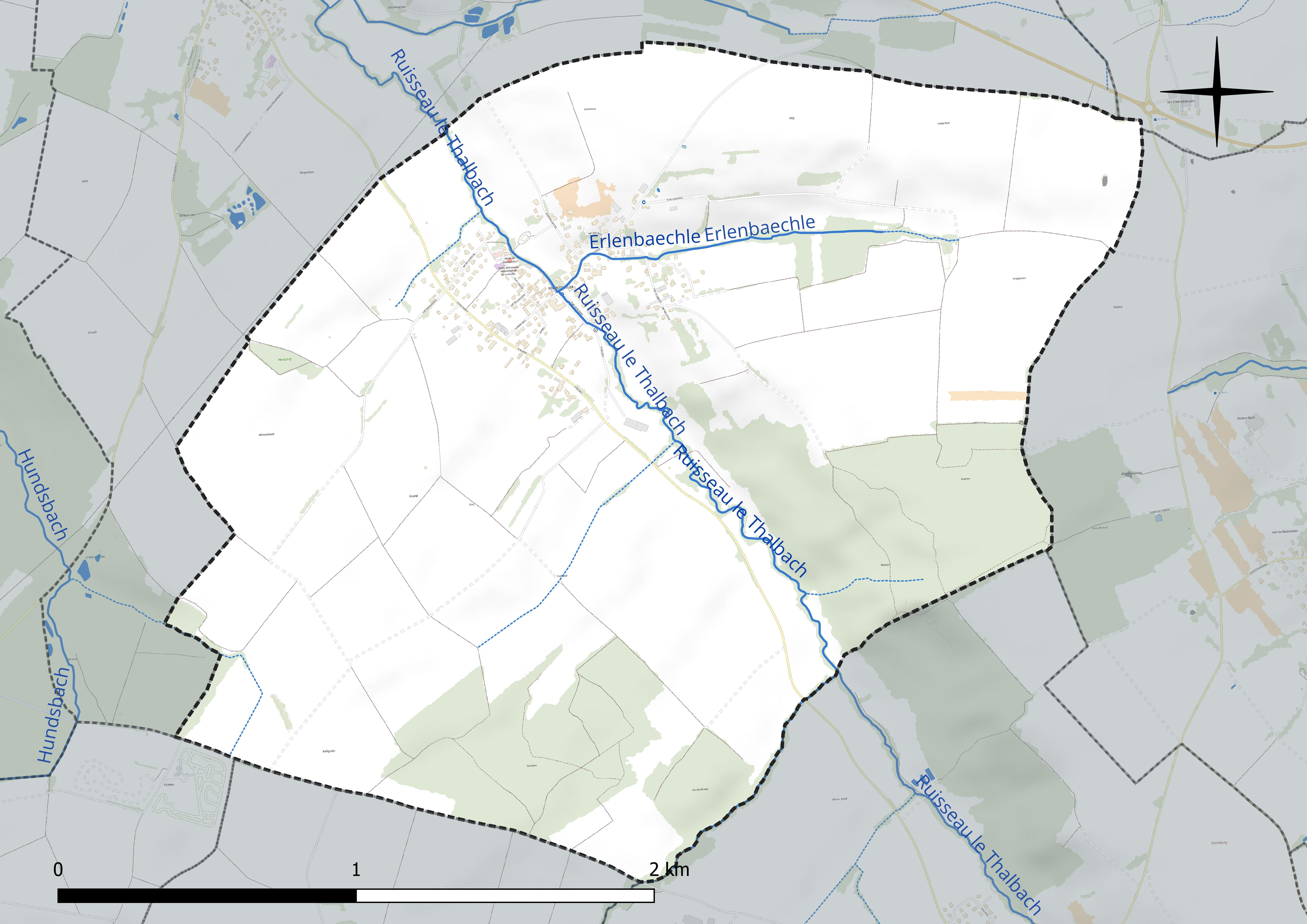
Réseau hydrographique de Berentzwiller.

### Climat
Pour des articles plus généraux, voir Climat du Grand Est et Climat du Haut-Rhin.
En 2010, le climat de la commune est de type climat des marges montargnardes, selon une étude du Centre national de la recherche scientifique s'appuyant sur une série de données couvrant la période 1971-2000. En 2020, Météo-France publie une typologie des climats de la France métropolitaine dans laquelle la commune est dans une zone de transition entre le climat semi-continental et le climat de montagne et est dans une zone de transition entre les régions climatiques « Vosges » et « Alsace ». 
Pour la période 1971-2000, la température annuelle moyenne est de 9,7 °C, avec une amplitude thermique annuelle de 17,5 °C. Le cumul annuel moyen de précipitations est de 801 mm, avec 9,4 jours de précipitations en janvier et 9,8 jours en juillet. Pour la période 1991-2020, la température moyenne annuelle observée sur la station météorologique de Météo-France la plus proche, « Carspach », sur la commune de Carspach à 13 km à vol d'oiseau, est de 11,0 °C et le cumul annuel moyen de précipitations est de 827,7 mm. 
La température maximale relevée sur cette station est de 38,1 °C, atteinte le 4 août 2022 ; la température minimale est de −17,7 °C, atteinte le 5 février 2012,,. 
Les paramètres climatiques de la commune ont été estimés pour le milieu du siècle (2041-2070) selon différents scénarios d'émission de gaz à effet de serre à partir des nouvelles projections climatiques de référence DRIAS-2020. Ils sont consultables sur un site dédié publié par Météo-France en novembre 2022.

## Urbanisme

### Typologie
Au 1er janvier 2024, Berentzwiller est catégorisée commune rurale à habitat dispersé, selon la nouvelle grille communale de densité à sept niveaux définie par l'Insee en 2022.
Elle est située hors unité urbaine. Par ailleurs la commune fait partie de l'aire d'attraction de Bâle - Saint-Louis (partie française), dont elle est une commune de la couronne,. Cette aire, qui regroupe 94 communes, est catégorisée dans les aires de 200 000 à moins de 700 000 habitants,.

### Occupation des sols
L'occupation des sols de la commune, telle qu'elle ressort de la base de données européenne d’occupation biophysique des sols Corine Land Cover (CLC), est marquée par l'importance des territoires agricoles (77,6 % en 2018), en diminution par rapport à 1990 (78,6 %). La répartition détaillée en 2018 est la suivante : 
terres arables (50 %), zones agricoles hétérogènes (27,5 %), forêts (16,3 %), zones urbanisées (6,1 %). L'évolution de l’occupation des sols de la commune et de ses infrastructures peut être observée sur les différentes représentations cartographiques du territoire : la carte de Cassini (XVIIIe siècle), la carte d'état-major (1820-1866) et les cartes ou photos aériennes de l'IGN pour la période actuelle (1950 à aujourd'hui).

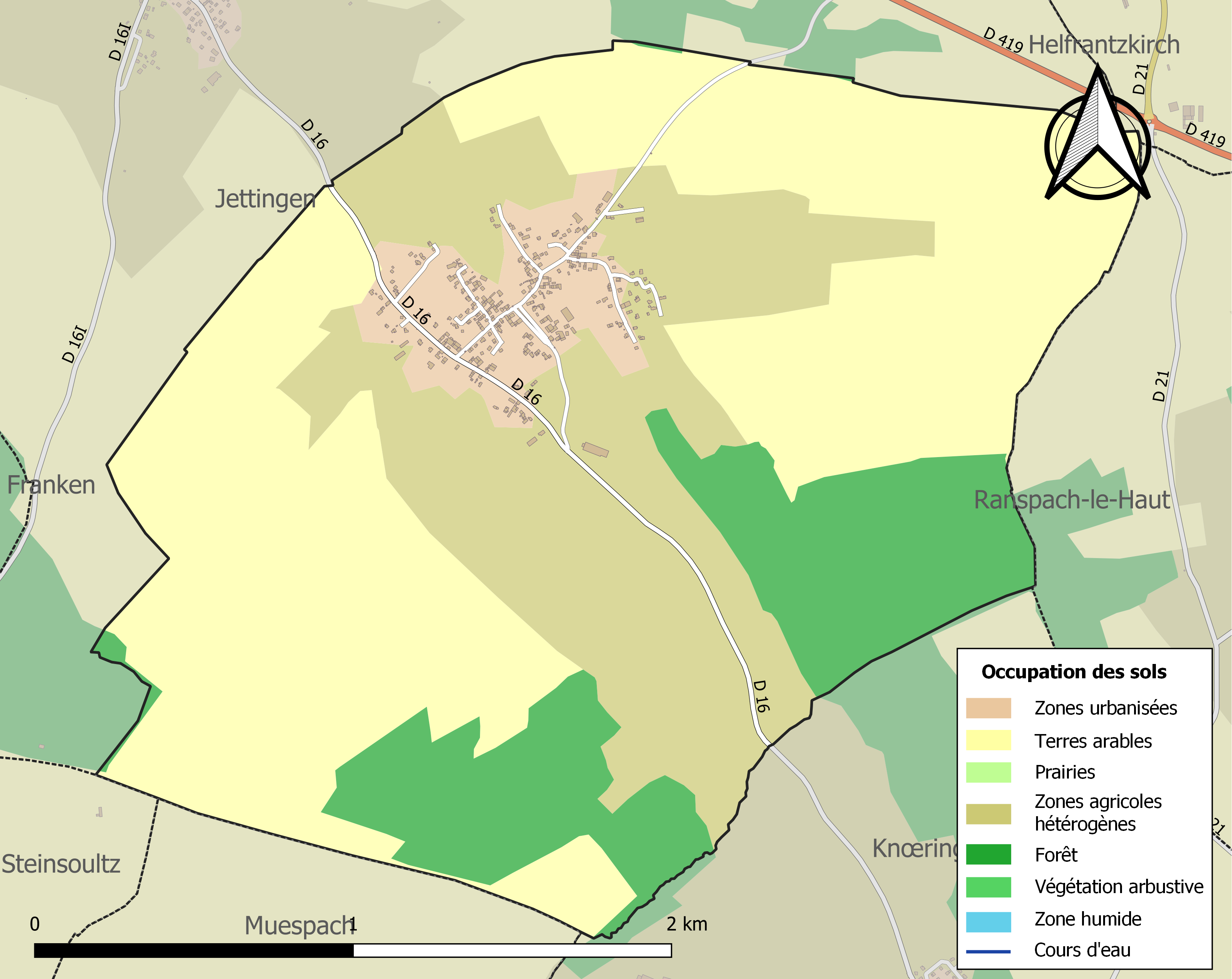
Carte des infrastructures et de l'occupation des sols de la commune en 2018 (CLC).

## Histoire
Au Ve siècle, un groupe d'Alamans vient s'installer sur le Thalbach et créer le village de Jettingen. Au VIe siècle, les Francs arrivent et s'emparent de la partie est du territoire alémanique : Berentzwiller est né. Le village passe vite sous la domination de l'évêché de Bâle qui y posséderait une terre. Il aurait fait construire une ferme sur cette terre, puis une chapelle pour les gens de la ferme, qui serait à l'origine de l'église paroissiale. Le patron de Berentzwiller est un saint suisse, en l'occurrence saint Imier, fait rare dans la région. Le village appartient au XIe siècle au comté de Ferrette qui y fait don d'une cour colongère au prieuré bénédictin de Saint-Morand. Le seigneur Hugues de Rodersdorf y possède aussi une ferme, que son fils cède en 1290 à l'abbaye cistercienne de Lucelle. Les deux cours, le Niederhof de Lucelle et l'Oberhof de Saint-Morand, sont situées à l'extrémité du ban communal, loin de l'agglomération, témoins de l'éparpillement de l'habitat avant les invasions hongroises du Xe siècle et les incursions bourguignonnes et suisses du XVe siècle qui poussèrent les fermes à se réunir. Intégré aux terres habsbourgeoises en 1324, Berentzwiller est administré par la mairie du val de Hundsbach, puis devient français en 1648 par les traités de Westphalie, et fait bientôt partie, comme Altkirch, du duché de Mazarin. La Révolution y est bien accueillie ; le prêtre Beck prête serment et adhère au schisme du clergé imposé par la Constituante le 4 janvier 1791. Le XIXe siècle est prospère et, en 1908, les habitants de la commune sont parmi les premiers du département à bénéficier de l'eau courante.

## Politique et administration

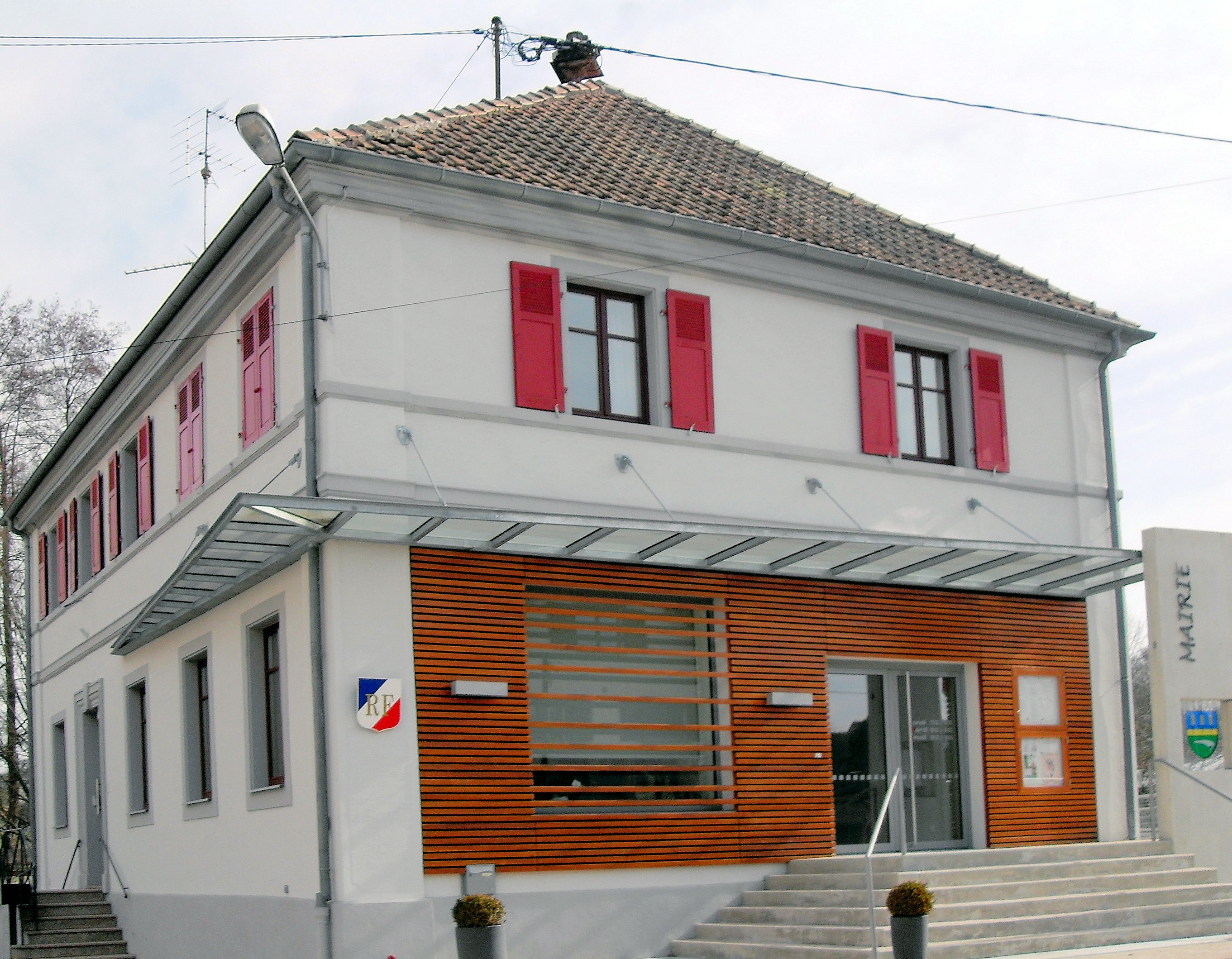
La mairie de Berentzwiller.

### Découpage territorial
La commune de Berentzwiller est membre de la communauté de communes Sundgau, un établissement public de coopération intercommunale (EPCI) à fiscalité propre créé le 15 juin 2016 dont le siège est à Altkirch. Ce dernier est par ailleurs membre d'autres groupements intercommunaux.
Sur le plan administratif, elle est rattachée à l'arrondissement d'Altkirch, à la circonscription administrative de l'État du Haut-Rhin, en tant que circonscription administrative de l'État, et à la région Grand Est. 
Sur le plan électoral, elle dépendait jusqu'en 2020 du  canton d'Altkirch pour l'élection des conseillers départementaux au sein du conseil départemental du Haut-Rhin. Depuis le 1er janvier 2021, elle dépend du même canton pour l'élection des conseillers d'Alsace au sein de la collectivité européenne d'Alsace.

### Chronologie des maires
| Période                                  | Période  | Identité                    | Étiquette | Qualité |
| ---------------------------------------- | -------- | --------------------------- | --------- | ------- |
|                                          | 2001     | Gilbert Ott                 |           |         |
| mars 2001                                | mai 2020 | Jean-Claude Schneckenburger |           |         |
| mai 2020                                 | En cours | Gérard Groelly              |           |         |
| Les données manquantes sont à compléter. |          |                             |           |         |

## Démographie
L'évolution du nombre d'habitants est connue à travers les recensements de la population effectués dans la commune depuis 1793. Pour les communes de moins de 10 000 habitants, une enquête de recensement portant sur toute la population est réalisée tous les cinq ans, les populations de référence des années intermédiaires étant quant à elles estimées par interpolation ou extrapolation. Pour la commune, le premier recensement exhaustif entrant dans le cadre du nouveau dispositif a été réalisé en 2006.

En 2022, la commune comptait 340 habitants, en évolution de +5,59 % par rapport à 2016 (Haut-Rhin : +0,66 %, France hors Mayotte : +2,11 %).
| 1793 | 1800 | 1806 | 1821 | 1831 | 1836 | 1841 | 1846 | 1851 |
| ---- | ---- | ---- | ---- | ---- | ---- | ---- | ---- | ---- |
| 324  | 324  | 403  | 393  | 521  | 497  | 513  | 498  | 521  |

| 1856 | 1861 | 1866 | 1871 | 1875 | 1880 | 1885 | 1890 | 1895 |
| ---- | ---- | ---- | ---- | ---- | ---- | ---- | ---- | ---- |
| 433  | 439  | 447  | 441  | 404  | 378  | 360  | 336  | 333  |

| 1900 | 1905 | 1910 | 1921 | 1926 | 1931 | 1936 | 1946 | 1954 |
| ---- | ---- | ---- | ---- | ---- | ---- | ---- | ---- | ---- |
| 319  | 302  | 310  | 281  | 249  | 245  | 230  | 225  | 211  |

| 1962 | 1968 | 1975 | 1982 | 1990 | 1999 | 2006 | 2011 | 2016 |
| ---- | ---- | ---- | ---- | ---- | ---- | ---- | ---- | ---- |
| 207  | 207  | 207  | 222  | 233  | 313  | 321  | 327  | 322  |

| 2021 | 2022 | - | - | - | - | - | - | - |
| ---- | ---- | - | - | - | - | - | - | - |
| 340  | 340  | - | - | - | - | - | - | - |

## Culture locale et patrimoine

### Lieux et monuments
Le Conservatoire des sites alsaciens gère sur la commune un verger au lieu-dit Vordere Rebäcker.

### Personnalités liées à la commune
- Le comédien Jean Lefebvre est le parrain de l'école primaire du village, à laquelle il donna son nom au cours d'une cérémonie. Une plaque commémorative a été posée à cet effet.

### Héraldique
| Blason de Berentzwiller | Blason  | Coupé : au premier d'azur aux trois épis de blé d'or les tiges brochant à demi sur une champagne du même, au second de sinople à la lame de faux d'argent. |
| Blason de Berentzwiller | Détails | |